# Eucalyptus dumosa
Eucalyptus dumosa, mallee blanco ("white mallee") es una especie de eucalipto perteneciente a la familia de las mirtáceas.

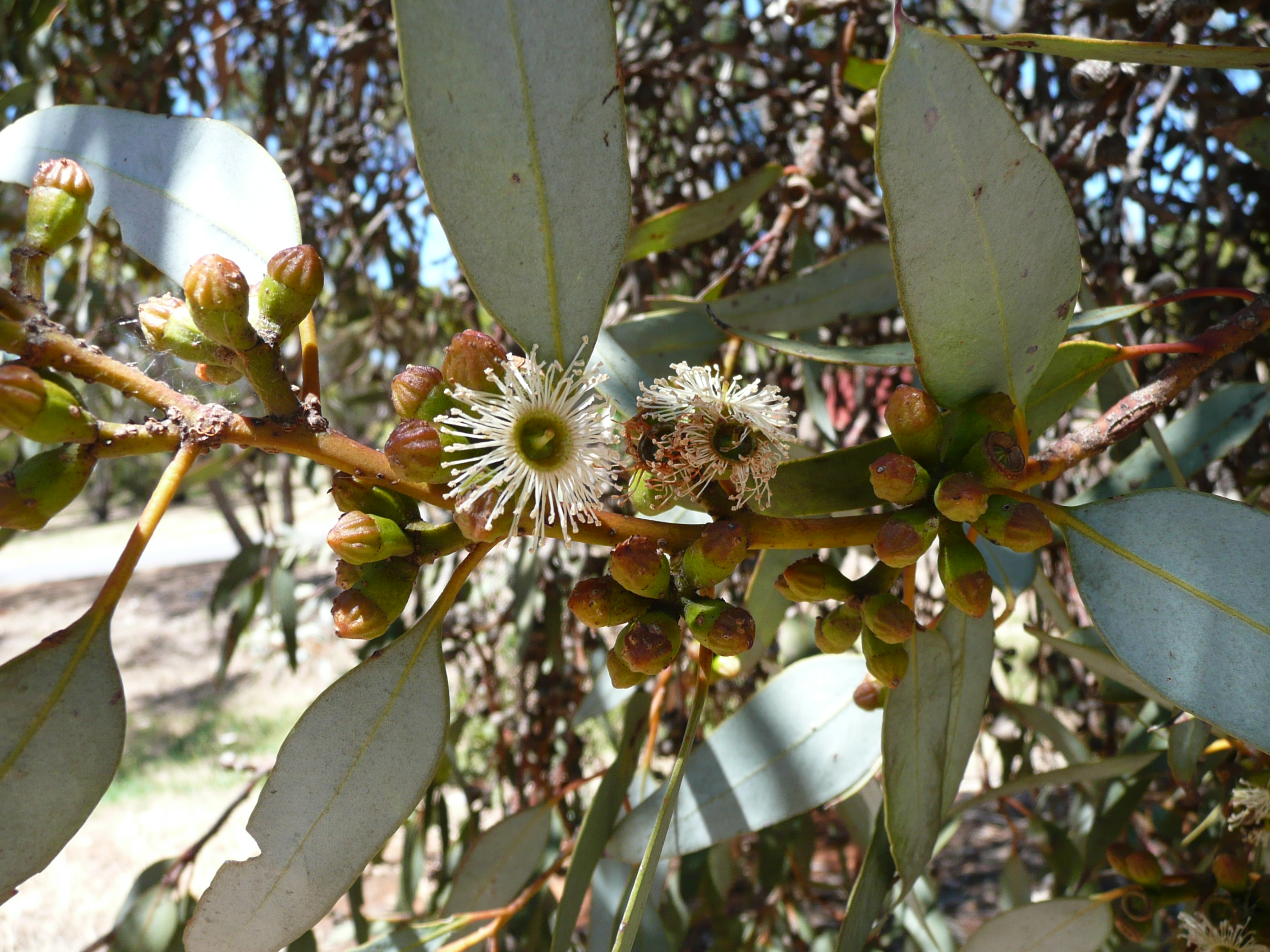
Flores

## Distribución
Es un árbol de las áreas relativamente secas de Australia Meridional desde el norte de los Montes Flinders y Murray Mallee hacia el este hasta el oeste central de Nueva Gales del Sur y el noroeste de Victoria.

## Descripción
La corteza es lisa, blancuzca o blanca-amarillenta, a la intemperie es gris o gris-rosáceo, en los tallos más grandes es una cubierta de corteza fibrosa parda-gris.
Las hojas adultas son pedunculadas, alternadas, lanceoladas de 10 x 2 cm, grises opacas, con color  verde grisáceas.
Racimos de flores blancas aparecen desde finales de verano a mediados de otoño.

## Propiedades
Las hojas son destiladas al vapor como una fuente comercial de cineol basado en el aceite de eucalipto.
Toxicidad
Las partes aéreas de Eucalyptus dumosa contienen el eucaliptol, cuya ingestión puede suponer un riesgo para la salud.

## Taxonomía
Eucalyptus dumosa fue descrita por A.Cunn. ex J.Oxley y publicado en Journals of Two Expeditions into the Interior of New South Wales 63. 1820.
Etimología
Eucalyptus: nombre genérico que proviene del griego antiguo: eû = "bien, justamente" y kalyptós = "cubierto, que recubre". En Eucalyptus L'Hér., los pétalos, soldados entre sí y a veces también con los sépalos, forman parte del opérculo, perfectamente ajustado al hipanto, que se desprende a la hora de la floración.
dumosa: epíteto latíno que significa "lleno de espinos, tupido".
Sinonimia
- Eucalyptus incrassata var. dumosa (A.Cunn. ex J.Oxley) Maiden, Crit. Revis. Eucalyptus 1: 96 (1904).
- Eucalyptus lamprocarpa F.Muell. ex Miq., Ned. Kruidk. Arch. 4: 129 (1856).
- Eucalyptus muelleri Miq., Ned. Kruidk. Arch. 4: 130 (1856).
- Eucalyptus dumosa var. rhodophloia Benth., Fl. Austral. 3: 231 (1867).
- Eucalyptus rhodophloia (Benth.) Blakely, Key Eucalypts: 115 (1934).[8]